# Tigran Barseghjan
Tigran Barseghjan (arménsky Տիգրան Բարսեղյան; * 22. září 1993, Jerevan) je arménský fotbalový záložník či útočník a reprezentant, od ledna 2022 hráč slovenského klubu ŠK Slovan Bratislava. Mimo Arménii působil na klubové úrovni v Makedonii a Kazachstánu.

## Klubová kariéra
Svoji fotbalovou kariéru začal v Banancu Jerevan, kde v sezoně 2010 hrané systémem jaro-podzim debutoval v prvním mužstvu a představil se s ním i v Superpoháru, kde se svými spoluhráči podlehli městskému rivalovi Pjuniku Jerevan v poměru 0:2. Stejně jako v následujícím angažmá v Gandzasaru Kapan však nastupoval převážně za rezervu.

### FC MIKA Jerevan

#### Sezóna 2013/14
V zimním přestupovém období ročníku 2013/14 přestoupil do mužstva FC MIKA Jerevan. Svůj první ligový zápas v tomto celku odehrál v derby s Pjunikem Jerevan (prohra 0:4) v 15. kole hraném 1. března 2014, nastoupil na 76 minut. Poprvé v sezoně v lize skóroval v 18. kole, kdy dal jediný a tudíž vítězný gól v utkání s Alaškertem Jerevan. Svoji druhou ligovou branku v ročníku zaznamenal 20. 4. 2014 v odvetě s Pjunikem, když při výhře 2:1 otevřel ve 23. minutě střelecký účet utkání. Následně se prosadil proti Araratu Jerevan, když v 16. minutě zvyšoval na konečných 2:0. 10. května 2014 ve 25. kole v odvetném střetnutí s Alaškertem (remíza 1:1) vsítil gól počtvrté v sezoně.

#### Sezóna 2014/15
S MIKou se představil v prvním předkole Evropské ligy UEFA 2014/15, ve kterém však se spoluhráči vypadli po venkovní prohře 0:2 a domácí remíze 1:1 s chorvatským klubem RNK Split. Svoji první branku v lize v této sezóně zaznamenal v desátém kole v souboji s Širakem Gjumri a podílel se na domácí výhře 3:1. Podruhé v ročníku se trefil 25. 10. 2014, když proti týmu FC Urartu dával na konečných 2:0. Následně rozvlnil síť soupeřovy "svatyně" v souboji s Ulissesem Jerevan (výhra 3:0). Svůj čtvrtý a pátý gól v sezoně si připsal ve střetnutích s Araratem Jerevan při výhrách 1:0 venku a 3:0 doma.

### Gandzasar Kapan FC (návrat)
V létě 2015 se po roce a půl vrátil do Gandzasaru Kapan. Obnovený ligový debut si zde odbyl v úvodním kole hraném 2. srpna 2015, kdy v souboji se Širakem Gjumri (prohra 1:2) odehrál celý zápas a dával v 52. minutě na 1:0. 20. 9. 2015 skóroval podruhé v ročníku, když proti Araratu dal jedinou a tudíž vítěznou branku v utkání. Svůj třetí gól v sezoně zaznamenal ve 23. kole v souboji s Alaškertem při remíze 2:2. Následně se střelecky prosadil v 11. minutě v odvetě s Araratem Jerevan (výhra 2:0).

### FK Vardar

#### Sezóna 2016/17
Před ročníkem 2016/17 přestoupil do Makedonie a podepsal s mužstvem FK Vardar z hlavního města Skopje. Na podzim 2016 nehrál kvůli zranění. Debut v lize tak absolvoval až 19. února 2017 v 19. kole proti mužstvu KF Shkupi, když při výhře 3:0 odehrál 73 minut. Poprvé v sezoně se prosadil v následujícím kole v souboji s celkem KF Shkëndija, když ve 28. minutě otevřel střelecký účet zápasu a podílel se na domácím vítězství Vardaru v poměru 3:1. Svoji druhou branku v lize vsítil 18. 3. 2017 proti klubu FK Makedonija Ďorče Petrov (výhra 5:0), když v 53. minutě zvyšoval na 3:0. Potřetí skóroval v souboji s týmem FK Pelister (výhra 3:1). Svůj čtvrtý ligový gól v ročníku dal ve 28. kole hraném 23. dubna 2017, když v 53. minutě zvyšoval v odvetě s mužstvem KF Shkupi na konečných 2:0. V rozmezí 32. až 34. kola zaznamenal celkem tři přesné zásahy, když vstřelil po jedné brance do sítí klubů FK Makedonija Ďorče Petrov (výhra 6:0), FK Rabotnički (remíza 2:2) a FK Renova Džepčište (výhra 2:0). V jarní části sezony 2016/17 s Vardarem získal ligový titul.

#### Sezóna 2017/18
S makedonským týmem postoupil na podzim 2017 přes mužstvo Malmö FF ze Švédska (remíza 1:1 venku a výhra 3:1 doma) do třetího předkola Ligy mistrů UEFA 2017/18, ve kterém se spoluhráči vypadli po domácí výhře 1:0 a venkovní prohře 1:4 s dánským klubem FC Kodaň, a s celkem byly přesunuti do čtvrtého předkola - play-off Evropské ligy UEFA 2017/18, v němž vyřadili tým Fenerbahçe SK z Turecka (výhry 2:0 doma a 2:1 venku) a postoupili do skupinové fáze. S Vardarem byli zaraženi do základní skupiny L, kde v konfrontaci s mužstvy FK Zenit Sankt-Petěrburg (Rusko) - (prohry doma 0:5 a venku 1:2), Rosenborg BK (Norsko) - (prohra venku 1:3 a remíza doma 1:1) a Real Sociedad (Španělsko) - (prohry doma 0:6 a venku 0:3) skončili se ziskem jednoho bodu na posledním místě tabulky. Barseghjan v tomto ročníku pohárové Evropy si připsal dva góly, konkrétně v odvetě s Malmö a prvním zápase s Fenerbahçe.
Poprvé a podruhé v sezoně skóroval v souboji s klubem FK Pobeda Prilep (výhra 4:0) a FK Sileks Kratovo (výhra 3:1) Následně rozvlnit síť soupeřovy branky v duelu s Renovou Džepčište, když se při výhře 2:1 prosadil ve 28. minutě. 1. 10. 2017 zaznamenal svůj čtvrtý ligový gól v ročníku a to konkrétně proti týmu KF Shkupi, kdy dal jedinou a tudíž vítěznou branku v utkání. Popáté v lize v této sezóně se trefil 13. prosince 2017 ve 12. kole v souboji s mužstvem FK Rabotnički (výhra 1:0). Poté skóroval 18. 2. 2018 v odvetném střetnutí s mužstvem FK Pobeda Prilep. Branku zaznamenal ve 38. minutě a podílel se na výhře doma v poměru 3:0. Další přesné zásahy si připsal v rozmezí 33.-35. kola, kdy vsítil po jednom gólu proti celkům Renova Džepčište (remíza 1:1), FK Pelister (prohra 2:3) a Akademija Pandev (výhra 3:2).

#### Sezóna 2018/19
S Vardarem nastoupil v prvním předkole Evropské ligy UEFA 2018/19 proti Pjuniku Jerevan, se kterým však se spoluhráči vypadli po prohrách 0:1 venku a 0:2 doma. V úvodních třech kolech zaznamenal stejný počet branek a to po jedné v soubojích s kluby KF Shkëndija (remíza 2:2), FK Renova Džepčište (výhra 1:0) a FK Makedonija Ďorče Petrov (výhra 1:0). Počtvrté v ročníku skóroval proti týmu FK Rabotnički (výhra 2:0), když ve 29. minutě dával na 1:0.

### FK Kajsar Kyzylorda
V lednu 2019 zamířil do Kazachstánu, ve kterém se upsal mužstvu FK Kajsar Kyzylorda. Ligovou premiéru absolvoval v úvodním kole hraném 10. března 2019. Za Kajsar v tomto duelu nastoupil na celých 90 minut, ale porážce 0:1 s klubem FK Atyrau nezabránil. Svoje první góly v sezoně vsítil v rozmezí 9. až 14. kola (neprosadil se pouze ve 12. kole), ve kterých zaznamenal celkem šest branek, když dal dva přesné zásahy do sítě Tobolu Kostanaj (výhra 5:1) a po jednom v soubojích s týmy FK Aktobe (výhra 3:1), Okžetpes FK (výhra 2:1), Irtyš Pavlodar FK (výhra 2:0) a FC Astana (prohra 1:4). Posedmé v ročníku se trefil 14. července 2019 proti Kajratu Almaty, když při prohře 1:5 zaznamenal jediný gól svého celku v utkání. Další branky dal v odvetě s mužstvem FK Atyrau, kdy se hattrickem (góly z 31., 45. a 53. minuty) výrazně podílel na vítězství 3:1 na domácím stadionu. Svoji jedenáctou branku v sezoně si připsal ve 25. kole hraném 31. 8. 2019 v odvetném střetnutí proti klubu FK Aktobe, když v 85. minutě snižoval na konečných 1:3. Podvanácté v ročníku skóroval 10. listopadu 2019 taktéž v odvetě, tentokrát v souboji s týmem Okžetpes FK (remíza 1:1). V sezoně 2019 hrané systémem jaro-podzim získal s Kajsarem domácí pohár, když se spoluhráči ve finále porazili na neutrálním hřišti Atyrau v poměru 2:1 po prodloužení.

### FC Astana

#### Sezóna 2020
V zimě 2019/20 přestoupil ke konkurenci, když se stal posilou úřadujícího mistra mužstva FC Astana. Krátce po svém příchodu vybojoval s Astanou domácí Superpohár, když se svým klubem porazili 29. 2. 2020 Barseghjanův býval tým Kajsar Kyzylorda 1:0. Svůj první start v lize v dresu Astany zaznamenal v prvním kole proti celku Kyzyl-Zhar SK (výhra 4:0), odehrál 64 minut. Poprvé v ročníku se prosadil v souboji s mužstvem FC Caspiy (výhra 3:2), když v 18. minutě zvyšoval na 2:0. Svůj druhý a třetí gól v sezoně vsítil 26. října 2020 v 15. kole proti klubu Okžetpes FK při výhře 5:1 venku. S Astanou se představil v prvním předkole Ligy mistrů UEFA 2020/21, ve kterém vypadli se spoluhráči po venkovní prohře 3:6 s Dynamem Brest z Běloruska, a následně po přesunutí do druhého předkola Evropské ligy UEFA 2020/21 byli vyřazeni černohorským týmem FK Budućnost Podgorica (prohra 0:1 doma). V tomto ročníku byl v hlasování fanoušků zvolen nejlepším hráčem mužstva.

#### Sezóna 2021
Poprvé v ročníku se zapsal mezi střelce v pátém kole v souboji s mužstvem FC Ordabasy (výhra 4:1), když dával v 53. minutě na 2:1. 28. 4. 2021 rozhodl jedinou brankou v utkání domácí duel s klubem FC Akzhayik, prosadil se v páté minutě. Potřetí v lize v této sezoně vsítil gól v souboji s Kajratem Almaty, když poslal svůj tým v 87. minutě do vedení 1:0. Kajrat však v nastaveném čase vyrovnal a střetnutí tak skončilo remízou. Další přesný zásah si připsal v následujícím 14. kole při remíze 2:2 s týmem FC Caspiy. Svoji pátou ligovou branku v ročníku zaznamenal v 19. kole hraném 2. července 2021, kdy při přestřelce s Šachťorem Karagandy FK (výhra 4:3) zvyšoval v 77. minutě na 4:2. Následně skóroval 27. 9. 2021 a podílel se na domácím vítězství 3:0 nad celkem FK Taraz. Posedmé v sezóně rozvlnil síť soupeřovy "svatyně" v souboji s Kajsarem Kyzylorda (výhra 2:0), když v 74. minutě otevřel střelecký účet zápasu. Na podzim 2021 postoupil s Astanou přes Aris Soluň z Řecka (výhra 2:0 doma a prohra 1:2 po prodloužení venku) do třetího předkola tehdy nově vzniklé Evropské konferenční ligy UEFA, v němž však se spoluhráči vypadli po venkovní remíze 1:1 a domácí prohře 3:4 s finským mužstvem Kuopion Palloseura. Barseghjan v tomto ročníku pohárové Evropy vstřelil dva góly, oba v odvetě s Kuopionem.

### ŠK Slovan Bratislava

#### Sezóna 2021/22
Na konci roku 2021 uzavřel jako volný hráč tříletý kontrakt s platností od ledna 2022 se slovenským klubem ŠK Slovan Bratislava, který o něj měl zájem již několikrát v minulosti. Ligový debut si odbyl 12. února 2022, když při vysoké výhře 5:0 nad týmem FK Senica vystřídal v 68. minutě na trávníku Samuela Mráze. Svého prvního gól v dresu Slovanu docílil ve 25. kole proti mužstvu ŠKF Orion Tip Sereď (výhra 5:1), když v 54. minutě dával na průběžných 2:1. V ročníku 2021/22 pomohl svému zaměstnavateli již ke čtvrtému titulu v řadě, což Slovan dokázal jako první v historii slovenského fotbalu. Podruhé a potřetí v sezoně skóroval v odvetě se Seredí a výraznou měrou se podílel na vítězství 3:0 na hřišti soupeře. Svoji čtvrtou ligovou branku v ročníku zaznamenal 21. 5. 2022 v posledním 32. kole v souboji s klubem MŠK Žilina (remíza 2:2), když ve 45. minutě snižoval na 1:2.

#### Sezóna 2022/23
Se Slovanem postoupili po domácí remíze 0:0 a venkovním vítězství 2:1 po prodloužení přes Dinamo Batumi z Gruzie do druhého předkola Ligy mistrů UEFA 2022/23, v němž však nestačili po výhře 2:1 venku a prohře 1:4 doma na maďarský celek Ferencvárosi TC z hlavního města Budapešti. Následně nepřešli ani po přesunu do třetího předkola Evropské ligy UEFA 2022/23 přes Olympiakos Pireus z Řecka (remíza 1:1 venku a prohra 2:3 doma po penaltovém rozstřelu), avšak se spoluhráči hráli ještě ve čtvrtém předkole - play-off Evropské konferenční ligy UEFA 2022/23 proti bosenskému týmu HŠK Zrinjski Mostar, kde po venkovní prohře 0:1 a výhře 3:1 po rozstřelu z pokutových kopů vybojovali postup do skupinové fáze této soutěže. Se Slovanem Bratislava byli zařazeni do základní skupiny H, kde v konfrontaci se soupeři: FC Basilej (Švýcarsko) - (výhra 2:0 venku a remíza 3:3 doma), FK Žalgiris (Litva) - (remíza 0:0 doma a výhra 2:1 venku) a FC Pjunik Jerevan (Arménie) - (prohra 0:2 venku a výhra 2:1 doma) s ním postoupil se ziskem 11 bodů jako vítěz skupiny poprvé v novodobé historii Slovanu do jarní vyřazovací fáze některé evropské pohárové soutěže. V ní ale se Slovanem vypadl po penaltovém rozstřelu v osmifinále s Basilejí. Barseghjan v této sezoně pohárové Evropy odehrál 13 zápasů, ve kterých se dvakrát střelecky prosadil, konkrétně v odvetě s Batumi a prvním utkání s Ferencvárosi.
Poprvé v ročníku se trefil 30. července 2022 proti Zemplínu Michalovce. V 60. minutě dával na 1:2, společně se svými spoluhráči nakonec porazili soupeře na domácím trávníku v poměru 4:2. Svůj druhý gól v lize v této sezoně si připsal v sedmém kole, když v souboji s mužstvem MFK Ružomberok dal v nastavení druhého poločasu jedinou a tudíž vítěznou branku utkání. Stejný počin se mu povedl i proti Dukle Banské Bystrici, tehdejšímu nováčkovi ligy. Počtvrté v ročníku skóroval v 15. kole v souboji s klubem MFK Skalica (výhra 4:1), když v 59. minutě zvyšoval na 4:0. V průběhu podzimu 2022 se zranil, když si na tréninku zlomil nohu. Svoji pátou branku v lize v této sezoně zaznamenal 4. 3. 2023, když v derby se Spartakem Trnava zvyšoval v 81. minutě z penalty na konečných 4:1. Na konci ročníku získal se Slovanem Bratislava titul, který byl pro tým již historicky pátý v řadě.

#### Sezóna 2023/24
Se Slovanem postoupili přes lucemburské mužstvo FC Swift Hesper (remíza 1:1 doma a výhra 2:0 venku) a celek Zrinjski Mostar z Bosny a Hercegoviny (výhra 1:0 venku a remíza 2:2 doma) do třetího předkola Ligy mistrů UEFA 2023/2024, ve kterém vypadli po prohrách 1:2 doma a 1:3 venku s izraelským klubem Makabi Haifa FC a byli přesunuti do čtvrtého předkola - play-off Evropské ligy UEFA 2023/2024, ve kterém nepostoupili po domácí výhře 2:1 a prohře 2:6 venku přes tým Aris Limassol z Kypru a kvalifikovali se tak do skupinové fáze Evropské Konferenční ligy UEFA 2023/2024. Se Slovanem Bratislava byli zařazeni do základní skupiny A, kde v konfrontaci s mužstvy Lille OSC (Francie) - (prohra 1:2 venku a remíza 1:1 doma), NK Olimpija Lublaň (Slovinsko) - (výhra 1:0 venku a prohra 1:2 doma) a KÍ Klaksvík (Faerské ostrovy) - (výhry doma i venku 2:1). skončili se ziskem deseti bodů na druhém místě tabulky a podruhé za sebou postoupili do jarní vyřazovací části této soutěže. V ní však vypadli se spoluhráči již v šestnáctifinále po prohrách 1:4 venku a 0:1 doma se Sturmem Graz z Rakouska. Celkem v této sezoně pohárové Evropy odehrál Barseghjan 16 utkání, v nichž dal jeden gól, konkrétně v odvetě s Limassolem.
Poprvé v ročníku si připsal branku v lize ve třetím kole v souboji se Skalicou (výhra 2:1), když ve 40. minutě zvyšoval na průběžných 2:0. Svůj druhý a třetí gól v sezoně vsítil 3. září 2023 v šestém kole proti klubu FK Železiarne Podbrezová (výhra 3:2). Počtvrté v ročníku dal branku 24. 9. 2023 v souboji s týmem MŠK Žilina, když ve 47. minutě zvyšoval na konečných 2:0. Svůj pátý gól v sezoně zaznamenal proti mužstvu FC Košice (výhra 4:0), když v deváté minutě zvyšoval na průběžných 2:0. Následně se střelecky prosadil ve 14. kole hraném 12. listopadu 2023 v odvetě se Skalicou, když v 84. minutě vstřelil jediný a tudíž vítězný gól zápasu. Posedmé v ročníku se trefil 9. 12. 2023 v odvetném zápase s Podbrezovou ve 31. minutě z pokutového kopu a podílel se na vysoké venkovní výhře 6:0. Svoji osmou branku v sezoně vsítil v 19. kole v odvetě se Žilinou (výhra 4:0) v deváté minutě, kdy dával na průběžných 1:0. Podeváté a podesáté v ročníku skóroval při třetím vzájemném střetnutí v sezoně se Žilinou a podílel se na vítězství 3:0. Svůj jedenáctý přesný střelecký zásah v sezoně zaznamenal 21. dubna 2024 ve 28. kole v souboji se Spartakem Trnava (výhra 2:1), když ve 47. minutě srovnával na 1:1. Následně se střelecky prosadil o týden později v 83. minutě z penalty na hřišti mužstva FC DAC 1904 Dunajská Streda při prohře 3:5. Celkem v ročníku dal 13 gólů (potřinácté skóroval proti Ružomberku při výhře 5:1) a stal se společně s Róbertem Polievkou (tehdy Dukla Banská Bystrica) nejlepším kanonýrem ligy. V jarní části sezony 2023/2024 pomohl Slovanu Bratislava k šestému ligovému titulu v řadě a celkově jubilejnímu 30. v historii klubu.

#### Sezóna 2024/25
Se Slovanem Bratislava postoupil na podzim 2024 přes tým NK Celje ze Slovinska (remíza 1:1 venku a výhra 5:0 doma), mužstvo APOEL FC z kyperského města Nikósie (výhra 2:0 doma a remíza 0:0 venku) a celek FC Midtjylland z Dánska (remíza 1:1 venku a výhra 3:2 doma) do hlavní části Ligy mistrů UEFA 2024/2025, do které se bratislavský klub dostal poprvé ve své historii. V ligové fázi tehdy hrající se novým formátem se se spoluhráči střetli s týmy Manchester City FC (Anglie) - (prohra 0:4 doma), FC Bayern Mnichov (Německo) - (prohra 1:3 venku), Atlético Madrid (Španělsko) - (prohra 1:3 venku), AC Milán (Itálie) - (prohra 2:3 doma), GNK Dinamo Záhřeb (Chorvatsko) - (prohra 1:4 doma), Celtic FC (Skotsko) - (prohra 1:5 venku), VfB Stuttgart (Německo) - (prohra 1:3 doma) a Girona FC (Španělsko) - (prohra 0:2 venku) a v konečné tabulce složené ze všech mužstev postoupivších do ligové fáze skončili na 35. místě a do vyřazovací fáze nepostoupili. Celkem v tomto ročníku pohárové Evropy odehrál Barseghjan 14 utkání, v nichž dal tři góly, konkrétně po jednom v odvetách s Celje a Midtjyllandem a jeden proti Milánu.
Svoji první ligovou branku v sezoně vstřelil v úvodním kole, když v souboji s mužstvem KFC Komárno (výhra 4:1), otevřel v páté minutě z pokutového kopu střelecký účet střetnutí. Následně skóroval třikrát v dalších třech zápasech, když vstřelil po jednom gólu do sítí klubů FK Železiarne Podbrezová (výhra 1:0), FC Košice (výhra 2:1) a MFK Dukla Banská Bystrica (výhra 2:0) Svoji pátou a šestou branku v ročníku zaznamenal v duelu s týmem FC DAC 1904 Dunajská Streda a významně se tak podílel na venkovním vítězství v poměru 2:1. Posedmé v sezoně dal gól 27. září 2024 při vítězství 4:2 na trávníku Zemplínu Michalovce. Následně se trefil v 11. kole, kdy jedinou brankou zápasu rozhodl o vítězství Slovanu na trávníku Spartaku Trnava. V říjnu 2024 podepsal s vedením novou smlouvu na dobu tří let. Svůj devátý a desátý gól v ročníku v lize dal v soubojích se Skalicou (výhra 3:2) a s Podbrezovou (výhra 3:1). Pojedenácté v sezoně se trefil v 15. kole hraném 22. listopadu 2024, když v zápase na trávníku Košic srovnával v 73. minutě na konečných 1:1. Další tři branky v ročníku zaznamenal v odvetách, kdy se prosadil jednou v souboji s Duklou Banská Bystrica (výhra 3:1) a dvakrát proti Komárnu (výhra 6:0). Svoji patnáctou branku v sezoně vsítil ve 20. kole proti Ružomberku při vítězství 5:1. Pošestnácté a posedmnácté v ročníku dal góly 9. března 2025 v souboji s Košicemi (výhra 3:2), kdy se trefil z penalt ve 44. a v 52. minutě. Následně se střelecky prosadil 5. a 12. 4. 2025 dvakrát proti Žilině (výhra 5:0) a jednou s Dunajskou Stredou (remíza 2:2). Na jaře 2025 vybojoval se Slovanem Bratislava po domácí výhře 4:3 nad celkem MŠK Žilina sedmý ligový titul v řadě. V sezoně 2024/25 se společně s tehdejším spoluhráčem Davidem Strelcem stal s 20 brankami nejlepším střelcem ligy.

#### Sezóna 2025/26
Svoji první branku v sezoně zaznamenal ve druhém kole v souboji s Podbrezovou (výhra 4:1), když ve 45. minutě z penalty dával na 2:1.

## Klubové statistiky
Aktuální k 18. květnu 2025
| Sezona    | Klub                 | Soutěž            | Zápasy | Góly |
| --------- | -------------------- | ----------------- | ------ | ---- |
| 2010      | FC Bananc Jerevan    | Bardsragujn chumb | 1      | 0    |
| 2011      | FC Bananc Jerevan    | Bardsragujn chumb | 1      | 0    |
| 2011      | Gandzasar Kapan FC   | Bardsragujn chumb | 5      | 0    |
| 2012/2013 | Gandzasar Kapan FC   | Bardsragujn chumb | 1      | 0    |
| 2013/2014 | Gandzasar Kapan FC   | Bardsragujn chumb | 0      | 0    |
| 2013/2014 | FC MIKA Jerevan      | Bardsragujn chumb | 14     | 4    |
| 2014/2015 | FC MIKA Jerevan      | Bardsragujn chumb | 24     | 5    |
| 2015/2016 | Gandzasar Kapan FC   | Bardsragujn chumb | 21     | 4    |
| 2016/2017 | FK Vardar            | PM fudbalska liga | 16     | 7    |
| 2017/2018 | FK Vardar            | PM fudbalska liga | 31     | 9    |
| 2018/2019 | FK Vardar            | PM fudbalska liga | 7      | 4    |
| 2019      | FK Kajsar Kyzylorda  | Premjer Ligasy    | 29     | 12   |
| 2020      | FC Astana            | Premjer Ligasy    | 19     | 3    |
| 2021      | FC Astana            | Premjer Ligasy    | 24     | 7    |
| 2021/2022 | ŠK Slovan Bratislava | Fortuna liga      | 10     | 4    |
| 2022/2023 | ŠK Slovan Bratislava | Fortuna liga      | 26     | 5    |
| 2023/2024 | ŠK Slovan Bratislava | Niké liga         | 31     | 13   |
| 2024/2025 | ŠK Slovan Bratislava | Niké liga         | 30     | 20   |
| 2025/2026 | ŠK Slovan Bratislava | Niké liga         |        |      |

## Reprezentační kariéra

### U21 a A-mužstvo
V roce 2004 odehrál čtyři zápasy za reprezentaci Arménie do 21 let. V Arménské seniorské reprezentaci debutoval 25. 3. 2016 v Jerevanu v přátelském zápase proti reprezentaci Běloruska (remíza 0:0), na hřiště přišel jako střídající hráč v 81. minutě. První branku za "áčko" Arménie si připsal 1. června 2016 v souboji se Salvadorem při venkovní výhře 4:0. S Arménskou reprezentací zažil prozatím dva postupy v rámci Ligy národů UEFA, nejprve v ročníku 2018/2019 z Divize D do Divize C a poté v sezoně 2020/2021 z Divize C do Divize B.

### Reprezentační zápasy a góly
Zápasy Tigrana Barseghjana za A-mužstvo Arménie
| 2016                | 3  | 1 |
| 2017                | 8  | 0 |
| 2018                | 8  | 1 |
| 2019                | 9  | 3 |
| 2020                | 6  | 1 |
| 2021                | 10 | 2 |
| 2022                | 8  | 0 |
| 2023                | 6  | 1 |
| 2024                | 0  | 0 |
| 2025                | 2  | 0 |
| Celkem              | 60 | 9 |
| Platí k 27. 3. 2025 |    |   |

Seznam gólů Tigrana Barseghjana v A-mužstvu arménské reprezentace
| 010                 | 01.06. 2016  | Dignity Health Sports Park, Carson, USA               | Salvador          | 00:3 0(68.) | 0:4 | Přátelský zápas                       |
| 020                 | 06.09. 2018  | Stadion republiky Vazgena Sargsjana, Jerevan, Arménie | Lichtenštejnsko   | 02:1 0(76.) | 2:1 | Liga národů UEFA 2018/2019 – Liga D4  |
| 030                 | 08.06. 2019  | Stadion republiky Vazgena Sargsjana, Jerevan, Arménie | Lichtenštejnsko   | 03:0 0(91.) | 3:0 | Kvalifikace na EURO 2020              |
| 040                 | 11.06. 2019  | Olympijský stadion, Athény, Řecko                     | Řecko             | 01:3 0(74.) | 2:3 | Kvalifikace na EURO 2020              |
| 050                 | 12. 10. 2019 | Rheinpark Stadion, Vaduz, Lichtenštejnsko             | Lichtenštejnsko   | 00:1 0(19.) | 1:1 | Kvalifikace na EURO 2020              |
| 060                 | 05.09. 2020  | Národní aréna Toše Proeski, Skopje, Severní Makedonie | Severní Makedonie | 02:1 0(94.) | 2:1 | Liga národů UEFA 2020/21 – Liga C2    |
| 070                 | 28.03. 2021  | Stadion republiky Vazgena Sargsjana, Jerevan, Arménie | Island            | 01:0 0(53.) | 2:0 | Kvalifikace na Mistrovství světa 2022 |
| 080                 | 31.03. 2021  | Stadion republiky Vazgena Sargsjana, Jerevan, Arménie | Rumunsko          | 03:2 0(89.) | 3:2 | Kvalifikace na Mistrovství světa 2022 |
| 090                 | 19.06. 2023  | Stadion republiky Vazgena Sargsjana, Jerevan, Arménie | Lotyšsko          | 02:1 0(91.) | 2:1 | Kvalifikace na EURO 2024              |
| Platí k 21. 6. 2023 |              |                                                       |                   |             |     |                                       |